# Мичуринский (Челябинская область)
Мичу́ринский — посёлок в Карталинском районе Челябинской области России. Административный центр Мичуринского сельского поселения.

## География
Посёлок находится на берегу реки Караталы-Аят, на расстоянии 12 км к северо-востоку от города Карталы, административного центра района.

## Население
| 2002 | 2010 |
| ---- | ---- |
| 806  | ↗922 |

### Половой состав
По данным Всероссийской переписи, в 2010 году численность населения посёлка составляла 922 человека (452 мужчины и 470 женщин).

## Улицы
| - пер. Береговой, - ул. Дорожная, - пер. Заречный, - ул. Молодёжная, - ул. Набережная, | - ул. Озёрная, - пер. Парковый, - ул. Родниковая, - ул. Садовая, - ул. Школьная. |